# Martin Campbell
Martin Campbell (Hastings, 24 ottobre 1943) è un regista neozelandese.

## Biografia
Nato ad Hastings (Nuova Zelanda), Campbell si trasferisce a Londra dove comincia la carriera come operatore di ripresa.
Debutta alla regia nel Regno Unito nella serie televisiva I Professionals. Sul grande schermo hollywoodiano esordisce con Legge criminale (1989), e dirige successivamente, tra gli altri, Fuga da Absolom (1994). Dopo il successo di quest'ultimo, è chiamato a dirigere GoldenEye (1995), prima apparizione di Pierce Brosnan nel ruolo di 007.
Gira poi La maschera di Zorro (1998), Amore senza confini (2003) e The Legend of Zorro (2005). Ritorna a dirigere per la seconda volta un film di James Bond nel 2006 con Casino Royale, il primo con l'attore Daniel Craig.

## Vita privata
Martin Campbell è sposato dal 2006 con Sol E. Romero.

## Filmografia

### Attore
- GoldenEye, regia di Martin Campbell (1995) - non accreditato
- Casino Royale, regia di Martin Campbell (2006) - non accreditato

### Regista

#### Cinema
- Ladro di sesso (The Sex Thief, 1973)
- Eskimo Nell (1975)
- Three for All (1975)
- Legge criminale (Criminal Law, 1988)
- Senza difesa (Defenseless, 1991)
- Fuga da Absolom (No Escape, 1994)
- GoldenEye (1995)
- La maschera di Zorro (The Mask of Zorro, 1998)
- Vertical Limit (2000)
- Amore senza confini (Beyond Borders, 2003)
- The Legend of Zorro (2005)
- Casino Royale (2006)
- My Name Is Arlein, co-diretto con Hans Angel Romero – cortometraggio (2008)
- Fuori controllo (Edge of Darkness, 2010)
- Lanterna Verde (Green Lantern, 2011)
- The Foreigner (2017)
- The Protégé (2021)
- Memory (2022)
- Dirty Angels (2024)
- Cleaner (2025)

#### Televisione
- I Professionals (The Professionals) – serie TV, 5 episodi (1978-1980)
- Eddie Shoestring, detective privato (Shoestring) – serie TV, episodio 2x02 (1980)
- Minder – serie TV, episodi 2x01-2x11 (1979)
- Bergerac – serie TV, episodi 1x02-1x09 (1981)
- Muck and Brass – miniserie TV (1982)
- Reilly, l'asso delle spie (Reilly: The Ace of Spies), regia di Martin Campbell e Jim Goddard – miniserie TV (1983)
- Charlie – miniserie TV (1984)
- Edge of Darkness – miniserie TV (1985)
- Secret Two – serie TV, episodio 2x04 (1986)
- Omicidi e incantesimi (Cast a Deadly Spell), regia di Martin Campbell – film TV (1991)
- Homicide, Life on the Street (Homicide: Life on the Street) – serie TV, episodi 1x02-1x05 (1993)
- 10-8: Officers on Duty – serie TV, episodio 1x01 (2003)
- Last Resort – serie TV, episodio 1x01 (2012)
- Reckless – film TV (2013)
- Warriors – film TV (2014)

### Sceneggiatore

#### Cinema
- Black Joy, regia di Anthony Simmons (1977)
- Scum, regia di Alan Clarke (1979)
- Vertical Limit, regia di Martin Campbell (2000)

#### Televisione
- Last Resort – serie TV, episodio 1x01 (2012)
- Reckless, regia di Martin Campbell – film TV (2013)
- Killer Women – serie TV, episodio 1x01 (2014)